# Вулиця Нафтова (Львів)
Вулиця На́фтова — вулиця в Шевченківському районі Львова, у місцевості Знесіння. Пролягає від вулиці Дублянської до вулиці Діаманда.

## Історія та забудова
Вулиця виникла на початку XX століття, коли біля трамвайного депо на вулиці Нової Різні (сучасна Промислова) почалося спорудження робітничої колонії транспортників (архітектори В. Дердацький, В. Мінкевич та інші). Адміністративно вулиця належала селищу Знесіння, не пізніше 1927 року отримала офіційну назву вулиця Фрухтмана. З 1943 року по липень 1944 року, у часи нацистської окупації Львова, вулиця мала назву Паньківскіґассе, на честь Степана Паньківського, вояка Легіону УСС, який під час Листопадового чину в 1918 році вперше підняв синьо-жовтий прапор на львівській ратуші (з 1991 року назву вулиця Паньківського має інша львівська вулиця, на сусідньому Замарстинові). Після війни на деякий час вулиця повернула собі довоєнну назву Фрухтмана, проте вже 1950 року отримала сучасну назву — Нафтова.
До вулиці приписано лише кілька будинків. Двоповерховий будинок № 3 зведений у 1910-х роках у стилі сецесії. З іншого боку вулиці розташована пожежна частина № 4.